# Arctia upsilon
Arctia upsilon là một loài bướm đêm thuộc phân họ Arctiinae, họ Erebidae.